# 윤상원 (1950년)
윤상원(尹祥源, 1950년 9월 30일 - 1980년 5월 27일)은 대한민국의 노동운동가로 5·18 광주 민주화 운동 당시 시민군으로서 활약했다. 어렸을 적 이름은 윤개원이었다.

## 상세
1950년 9월 30일 전라남도 광산군에서 태어나 임곡국민학교, 광주북성중학교, 살레시오고등학교, 1978년 전남대학교 정치외교학과를 졸업했고, 1979년에 들불야학 1기에 일반 사회를 가르치며 참여했다.

### 1980년 5월
1980년 5·18 광주 민주화 운동 이 발생하자, 처음에는 녹두서점을 근거지로 화염병을 제작하여 공급할 뿐 표면에 나서지 않았다. 하지만 김창길의 학생수습위원회가 무기를 반납하고 평화롭게 상황을 수습하려고 하자, 윤상원은 박남선 등을 불러 김창길을 배제하고 학생수습위원회를 개편, '민주투사위원회’의 대변인과 광주시민의 눈과 귀와 입이었던 〈투사회보〉의 발행인으로 활동하였다. 동년 5월 26일 오후 6시, 무기를 반납하자는 온건적인 의견이 다시 나오자, 윤상원과 박남선은 권총을 뽑아들고 공포를 발사하며 '무기 반납하는 놈이나 투항하는 놈은 죽여버리겠다'고 위협하였다. 무기 반납을 주장하던 온건파는 결국 밤 9시경 모두 도청을 빠져 나온다. 도청에 잔류하고 있었던 윤상원과 시민군 일원들은, 1980년 5월 27일 전남도청 본관 2층 민원실에서 계엄군의 총에 맞아 사망하였다. 
윤상원의 사인을 두고 '자상', '화상', '총상'이라는 엇갈린 견해가 있었지만, 목격자들의 증언을 토대로 총상으로 밝혀졌다. 항쟁지도부 기획실장 김영철이 윤상원을 매트에 눕힌 뒤 최루탄 때문에 불이 붙은 커튼이 매트에 눕혀져 있던 윤상원에게 떨어지면서 윤상원의 시신에 화상 흔적이 남게 됐다.
1978년 12월 26일에 사망한 노동운동가 박기순과 영혼결혼식을 치렀고, 이를 모티브로 한 백기완의 시 〈묏비나리〉가 노래 〈임을 위한 행진곡〉으로 만들어졌다.

## 윤상원을 연기한 배우들
- 최종환 - 《제4공화국》(1995~1996년) 문화방송 드라마
- 김정학 - 《제5공화국》(2005년) 문화방송 드라마
- 김상경 - 《화려한 휴가》(2007년, 영화)[2]

## 같이 보기
- 5·18 광주 민주화 운동
- 박관현
- 윤한봉
- 정상용